# La Bolt
La Bolt è un centro abitato (town) degli Stati Uniti d'America, situato nella contea di Grant nello Stato del Dakota del Sud. La popolazione era di 68 persone al censimento del 2010.
La città prende il nome da Alfred Labolt, un colono pioniere.

## Geografia fisica
Secondo lo United States Census Bureau, ha un'area totale di 0,24 miglia quadrate (0,62 km²).

## Società

### Evoluzione demografica
Secondo il censimento del 2010, c'erano 68 persone.

### Etnie e minoranze straniere
Secondo il censimento del 2010, la composizione etnica della città era formata dal 97,1% di bianchi, l'1,5% di nativi americani, e l'1,5% di due o più etnie.